# Circondario di Ravensburg
Il circondario di Ravensburg è uno dei circondari dello stato tedesco del Baden-Württemberg.
Fa parte del distretto governativo di Tubinga.

## Città e comuni
(Abitanti il 31 dicembre 2022)
| Città 1. Aulendorf (10 338) 2. Bad Waldsee (20 630) 3. Bad Wurzach (15 061) 4. Isny im Allgäu (14 835) 5. Leutkirch im Allgäu (23 345) 6. Ravensburg (51 482) 7. Wangen im Allgäu (27 411) 8. Weingarten (25 257) | Comuni 1. Achberg (1 756) 2. Aichstetten (2 871) 3. Aitrach (2 866) 4. Altshausen (4 083) 5. Amtzell (4 322) 6. Argenbühl (6 836) 7. Baienfurt (7 379) 8. Baindt (5 428) 9. Berg (4 623) 10. Bergatreute (3 251) 11. Bodnegg (3 230) 12. Boms (743) 13. Ebenweiler (1 329) 14. Ebersbach-Musbach (1 735) 15. Eichstegen (526) 16. Fleischwangen (666) 17. Fronreute (5 013) 18. Grünkraut (3 196) 19. Guggenhausen (191) 20. Horgenzell (5 635) 21. Hoßkirch (732) 22. Kißlegg (9 290) 23. Königseggwald (709) 24. Riedhausen (799) 25. Schlier (3 996) 26. Unterwaldhausen (286) 27. Vogt (4 676) 28. Waldburg (3 301) 29. Wilhelmsdorf (5 018) 30. Wolfegg (3 857) 31. Wolpertswende (4 209) |

## Villaggi
- Gebrazhofen